# Aeroportul Regional Waterloo
Aeroportul Regional Waterloo (IATA: ALO, ICAO: KALO, FAA LID: ALO) este un aeroport din Iowa, Statele Unite ale Americii ce deservește zona Waterloo⁠(d). Aeroportul a fost tranzitat în 2019 de 47.006 pasageri. A fost deschis în 1946 și numit după zona deservită.
Situat la o altitudine de 266 m, aeroportul dispune de 3 piste. Este operat de Waterloo⁠(d).

## Infrastructură

### Piste
Aeroportul dispune de 3 piste: 
- pista 06/24 din asfalt, cu dimensiunile 5.400 picioare × 130 picioare
- pista 12/30 din asfalt, cu dimensiunile 8.399 picioare × 150 picioare
- pista 18/36, cu dimensiunile 6.003 picioare × 150 picioare